# Géza Fejér
Géza Fejér (né le 20 avril 1945 à Budapest) est un athlète hongrois, spécialiste du lancer du disque.

## Biographie
Fejer remporte la médaille de bronze du lancer du disque lors des championnats d'Europe de 1971, à Helsinki.
Il se classe cinquième des Jeux olympiques de 1972.
À six reprises, le discobole magyar améliore le record national de sa discipline, le portant à 66,92 m, le 3 juillet 1971 à Budapest [1]. 

### Palmarès
| Date | Compétition           | Lieu     | Résultat | Épreuve          | Performance |
| ---- | --------------------- | -------- | -------- | ---------------- | ----------- |
| 1971 | Championnats d'Europe | Helsinki | 3e       | Lancer du disque | 61,54 m     |
| 1972 | Jeux olympiques       | Munich   | 5e       | Lancer du disque | 62,62 m     |

### Records
| Épreuve          | Performance | Lieu | Date |
| ---------------- | ----------- | ---- | ---- |
| Lancer du disque | 66,92 m     |      | 1971 |